# 刘兆恩
刘兆恩（1938—），男，汉族，辽宁省大连市人。中国人民解放军海军少将，已退役。
1987年6月—1990年6月担任海军东海舰队政治部副主任。
1990年6月—1995年7月任海军大连舰艇学院政治委员。
1995年7月—1999年12月升任海军东海舰队副政治委员。
| 前任： 赵锡江 | 中国人民解放军海军大连舰艇学院政治委员 1990年至1995年 | 繼任： 辛华文 |